# Vammala
Vammala là một thị xã và đô thị của Phần Lan.
Đô thị này tọa lạc tại tỉnh Tây Phần Lan trong vùng Pirkanmaa. Đô thị này có dân số 16 640 (2007) với diện tích là 656,25 km² trong đó có 57,53 km² là diện tích mặt nước. Mật độ dân số là 25,5 người trên mỗi km².
Đô thị này chỉ sử dụng tiếng Phần Lan.

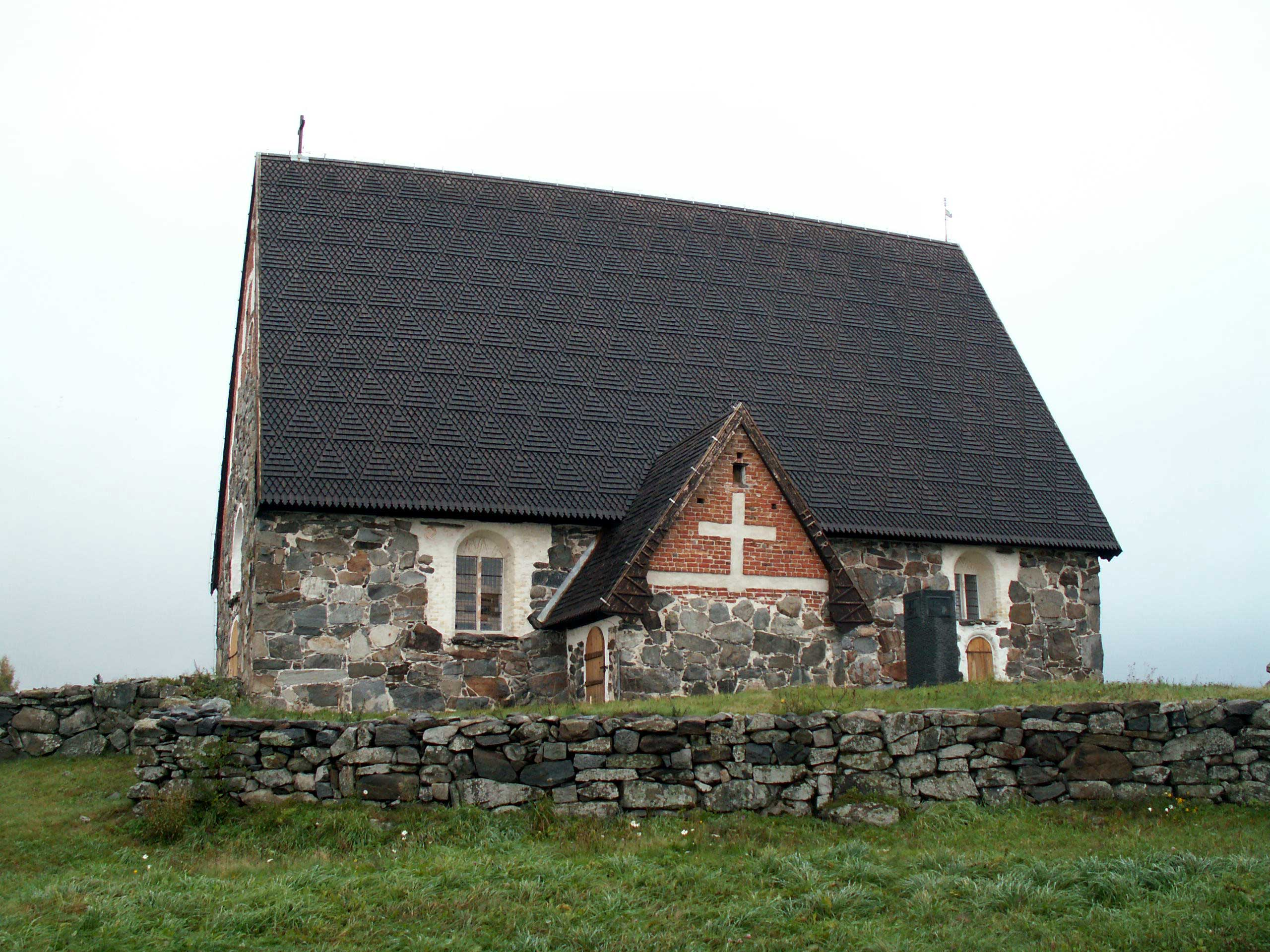
Nhà thờ St. Olaf's, Tyrvää, Vammala.